# 378 a.C.
Il 378 a.C. (CCCLXXVIII a.C. in numeri romani) è un anno  del IV secolo a.C.

## Eventi
- Grecia: Atene crea la Seconda lega delio-attica.
- Roma
  - tribuni consolari Lucio Geganio Macerino, Quinto Servilio Fidenate, Licinio Menenio Lanato, Marco Orazio Pulvillo, Publio Clelio Sículo e Spurio Furio Medullino

## Morti
- Febida, militare spartano
- Leonziade, politico greco antico